# Auto Build-up Services
Auto Build-up Services Limited war ein britischer Hersteller von Automobilen.

## Unternehmensgeschichte
Jonathan Michael Homewood, der zuvor für Brightwheel Replicas tätig war, gründete am 9. Dezember 1986 das Unternehmen in Three Legged Cross in der Grafschaft Dorset. Sein Bruder Nick war ebenfalls im Unternehmen beschäftigt. Carolyn Jane Homewood war ebenfalls Direktorin. Zunächst belieferten sie Broadbest mit Fahrgestellen. 1988 begann die Produktion von Automobilen und Kits. Der Markenname lautete ABS. 1991 endete die Produktion. Insgesamt entstanden etwa fünf Exemplare.
Einer der Käufer war Alan Milford. Er übernahm das Projekt, gründete Prestige Sports Cars in Ringwood und setzte die Produktion mit Hilfe von Nick Homewood zwischen 1994 und 1995 fort.

## Fahrzeuge
Das Unternehmen stellte Nachbildungen des Lamborghini Countach her. Die Basis bildete ein selbst hergestelltes Fahrgestell. Darauf wurde eine zweisitzige Karosserie montiert. Zur Wahl standen V6- und V8-Motoren.
Die Ausführung Monaco verfügte über ein Targadach. Im Einführungsjahr 1988 kostete ein Bausatz 6250 Pfund zuzüglich Mehrwertsteuer, während der Preis für ein Komplettfahrzeug nicht überliefert ist. Bis 1991 entstanden drei Exemplare. Nachfolger wurde der Prestige Monaco.
Die Ausführung Scorpion war das Coupé. Ein Bausatz kostete 1988 5700 Pfund plus Mehrwertsteuer. Bis 1991 entstanden etwa zwei Exemplare. Nachfolger wurde der Prestige Denaro.